# Septemwri
Septemwri (bulgarisch Септември, zu dt. September) ist eine Stadt im Süden von Bulgarien in der Nähe von Pasardschik. Septemwri ist Zentrum einer nach ihr benannten Gemeinde. Die Stadt liegt im westlichen Teil der Oberthrakischen Tiefebene, ca. 20 km westlich von Pasardschik.
Das ehemalige Dorf Saranjowo wurde nach der Machtergreifung der Kommunisten 1944 im Gedenken an den Septemberaufstand in Septemwri umbenannt. Seit 1964 ist die Ortschaft eine Stadt.
Am 16. Januar 1988 gründeten in Septemwri 16 Menschenrechtsaktivisten, meist ehemalige politische Gefangene, die Unabhängige Gesellschaft zum Schutz der Menschenrechte, die sich gegen die kommunistische Vorherrschaft richtete. Sie war die erste oppositionelle Organisation im kommunistischen Bulgarien.
Septemwri liegt an der Bahnstrecke Sofia–Plowdiw und ist Ausgangspunkt der schmalspurigen Rhodopenbahn.

## Söhne und Töchter der Stadt
- Ilija Minew, Dissident und Antikommunist
- Zdrawko Lazarow, Fußballspieler
- Georgi Markow (* 1946), Ringer und Olympiasieger von 1972
- Sdrawko Lasarow (* 1976), Fußballspieler